# Elecciones regionales de La Libertad de 2006
Las elecciones regionales de La Libertad de 2006 se llevaron a cabo el 19 de noviembre de 2006 para elegir al presidente regional, al vicepresidente regional y al Consejo Regional para el periodo 2007-2010. La elección se celebró simultáneamente con elecciones regionales y municipales (provinciales y distritales) en todo el Perú.
Como resultado de esta elección, José Murgia Zannier, candidato del Partido Aprista Peruano, obtuvo el 48.00% de votos válidos y resultó electo como presidente regional de La Libertad.

## Sistema electoral
El Gobierno Regional de La Libertad es el órgano administrativo y de gobierno del departamento de La Libertad. Está compuesto por el presidente regional, el vicepresidente regional y el Consejo Regional.
La votación del presidente, vicepresidente y consejo regional se realiza en base al sufragio universal, que comprende a todos los ciudadanos nacionales mayores de dieciocho años, empadronados y residentes en el departamento de La Libertad y en pleno goce de sus derechos políticos.
El Consejo Regional de La Libertad está compuesto por 12 consejeros elegidos por sufragio directo para un período de cuatro (4) años, en forma conjunta con la elección del presidente regional. La votación es por lista cerrada y bloqueada. Se asigna a la lista ganadora los escaños según el método d'Hondt o la mitad más uno, lo que más le favorezca.

## Composición del Consejo Regional de La Libertad
La siguiente tabla muestra la composición del Consejo Regional de La Libertad antes de las elecciones.
| Partidos | Partidos                 | Consejeros |
| -------- | ------------------------ | ---------- |
|          | Partido Aprista Peruano  | 8          |
|          | Perú Posible             | 3          |
|          | Alianza para el Progreso | 1          |

## Partidos y candidatos
A continuación se muestra una lista de los principales partidos y alianzas electorales que participaron en las elecciones:
| Candidatura | Candidatura | Partidos y alianzas                                                                                             | Candidato | Candidato              | Ideología                                                         | Resultado previo | Resultado previo | Ref.  |
| Candidatura | Candidatura | Partidos y alianzas                                                                                             | Candidato | Candidato              | Ideología                                                         | Votos (%)        | Con.             | Ref.  |
| ----------- | ----------- | --- | --------- | ---------------------- | ----------------------------------------------------------------- | ---------------- | ---------------- | ----- |
|             | APRA        | Lista - Partido Aprista Peruano (APRA)                                                                          |           | José Murgia Zannier    | Aprismo                                                           | 50.90%           | 8                | [ 3 ] |
|             | PP          | Lista - Perú Posible (PP)                                                                                       |           | José León Rivera       | Socioliberalismo Democracia liberal Tercera vía                   | 22.63%           | 3                | [ 3 ] |
|             | JxL         | Lista - Juntos por La Libertad (JxL) – Partido Popular Cristiano (PPC) – Solidaridad Nacional (SN) – Súmate (S) |           | Carlos Fernández Verde | Democracia cristiana Conservadurismo social Liberalismo económico | 5.07%            | 0                | [ 3 ] |
|             | UPP         | Lista - Unión por el Perú (UPP)                                                                                 |           | César Campos Rodríguez | Socialdemocracia Nacionalismo de izquierda                        | 2.30%            | 0                | [ 3 ] |
|             | FD          | Lista - Fuerza Democrática (FD)                                                                                 |           | Luis Cabos Yépez       | Reformismo                                                        | Nuevo            | Nuevo            | [ 3 ] |
|             | PNP         | Lista - Partido Nacionalista Peruano (PNP)                                                                      |           | Edgardo Armas Blengeri | Socialismo democrático Nacionalismo de izquierda                  | Nuevo            | Nuevo            | [ 3 ] |

## Resultados

### Sumario
| |                                         |              |              |              |            |            |
| Partidos y coaliciones | Partidos y coaliciones                  | Voto popular | Voto popular | Voto popular | Consejeros | Consejeros |
| Partidos y coaliciones | Partidos y coaliciones                  | Votos        | %            | ±pp          | Total      | +/−        |
| | Partido Aprista Peruano (APRA)          | 344,131      | 48.00        | –2.90        | 7          | –1         |
| | Juntos por La Libertad (PPC–SN–Súmate)1 | 99,798       | 13.92        | +8.85        | 1          | +1         |
| | Perú Posible (PP)                       | 82,209       | 11.47        | –11.16       | 1          | –2         |
| | Partido Nacionalista Peruano (PNP)      | 75,335       | 10.51        | Nuevo        | 1          | +1         |
| | Fuerza Democrática (FD)                 | 64,263       | 8.96         | Nuevo        | 1          | +1         |
| | Unión por el Perú (UPP)2                | 51,265       | 7.15         | +4.85        | 1          | +1         |
| |                                         |              |              |              |            |            |
| Total | Total                                   | 717,001      |              |              | 12         | ±0         |
| |                                         |              |              |              |            |            |
| Votos válidos | Votos válidos                           | 717,001      | 85.77        | –0.70        |            |            |
| Votos en blanco | Votos en blanco                         | 55,099       | 6.59         | +0.56        |            |            |
| Votos nulos | Votos nulos                             | 63,826       | 7.64         | +0.14        |            |            |
| Votos emitidos | Votos emitidos                          | 835,926      | 86.33        | +3.36        |            |            |
| Abstenciones | Abstenciones                            | 132,394      | 13.67        | –3.36        |            |            |
| Votantes registrados | Votantes registrados                    | 968,320      |              |              |            |            |
| |                                         |              |              |              |            |            |
| Fuente: |                                         |              |              |              |            |            |
| Notas al pie: 1 Comparado con los resultados de Unidad Nacional (UN) en las elecciones de 2002. 2 Comparado con los resultados de Agrupación Independiente Unión por el Perú - Frente Amplio (UPP) en las elecciones de 2002. |                                         |              |              |              |            |            |
| Notas al pie: |                                         |              |              |              |            |            |
| 1 Comparado con los resultados de Unidad Nacional (UN) en las elecciones de 2002. 2 Comparado con los resultados de Agrupación Independiente Unión por el Perú - Frente Amplio (UPP) en las elecciones de 2002.               |                                         |              |              |              |            |            |

### Autoridades electas
| Cargo                                  | Autoridad electa | Autoridad electa            | Partido político | Partido político             |
| -------------------------------------- | ---------------- | --------------------------- | ---------------- | ---------------------------- |
| Presidente Regional de La Libertad     |                  | José Murgia Zannier         |                  | Partido Aprista Peruano      |
| Vicepresidente Regional de La Libertad |                  | Víctor León Álvarez         |                  | Partido Aprista Peruano      |
| Consejero Regional de La Libertad      |                  | Gustavo Pinillos Rodríguez  |                  | Partido Aprista Peruano      |
| Consejero Regional de La Libertad      |                  | Pedro Díaz Camacho          |                  | Partido Aprista Peruano      |
| Consejero Regional de La Libertad      |                  | Luis Barba Vera             |                  | Partido Aprista Peruano      |
| Consejero Regional de La Libertad      |                  | Ricardo González Rosell     |                  | Partido Aprista Peruano      |
| Consejera Regional de La Libertad      |                  | Ruby Arellano Maúrtua       |                  | Partido Aprista Peruano      |
| Consejero Regional de La Libertad      |                  | Alexis Rebaza López         |                  | Partido Aprista Peruano      |
| Consejero Regional de La Libertad      |                  | Carlos Álvarez Chávez       |                  | Partido Aprista Peruano      |
| Consejero Regional de La Libertad      |                  | Iván Guzmán Carranza        |                  | Juntos por La Libertad       |
| Consejero Regional de La Libertad      |                  | Marter Mozo Ávalos          |                  | Perú Posible                 |
| Consejero Regional de La Libertad      |                  | Elmer López Vega            |                  | Partido Nacionalista Peruano |
| Consejera Regional de La Libertad      |                  | Olga Yglesias Peláez        |                  | Fuerza Democrática           |
| Consejero Regional de La Libertad      |                  | Roger Culquitante Mostacero |                  | Unión por el Perú            |